# Cyclura carinata ssp. bartschi
Cyclura carinata ssp. bartschi је гмизавац из реда Squamata и фамилије Iguanidae. 

## Угроженост
Ова врста је крајње угрожена и у великој опасности од изумирања.

## Распрострањење
Врста је присутна на подручју острва Туркс и Каикос.

## Начин живота
Врста Cyclura carinata ssp. bartschi прави гнезда. 